# Чёрные кораллы
Чёрные кораллы, или шипастые кораллы, или антипатарии (лат. Antipatharia), — отряд коралловых полипов (Anthozoa). Известно около 230 видов, преимущественно глубоководных. Тёмно-окрашенный скелет колоний чёрных кораллов используют в ювелирной промышленности для изготовления украшений. В связи с интенсивной добычей и низкой скоростью роста во многих регионах мира чёрные кораллы находятся под угрозой истребления и охраняются государством.

## Распространение
Основная область распространения чёрных кораллов — тропические районы Индо-Тихоокеанского региона глубиной 300-3000 метров. Один из характерных для них биотопов — отвесные стенки коралловых рифов.

## Строение
Все чёрные кораллы — колониальные организмы, состоящие из ценосарка (общего тела колонии) и отходящих от него многочисленных миниатюрных полипов. Мягкие ткани крепятся к твёрдому внутреннему белковому скелету, который позволяет чёрным кораллам достигать 5—6 метров в высоту (например, Cirrhipathes rumphii). Обычно колонии ветвятся, причём типы их ветвления сходны с таковыми у высших растений. Встречается как моноподиальное строение (главная ось и регулярно отходящие от неё ветви первого порядка), так и более разветвлённые варианты (например, псевдодихотомия). Колонии представителей вида Cirrhipathes spiralis напоминают плеть, на конце скрученную в спираль.

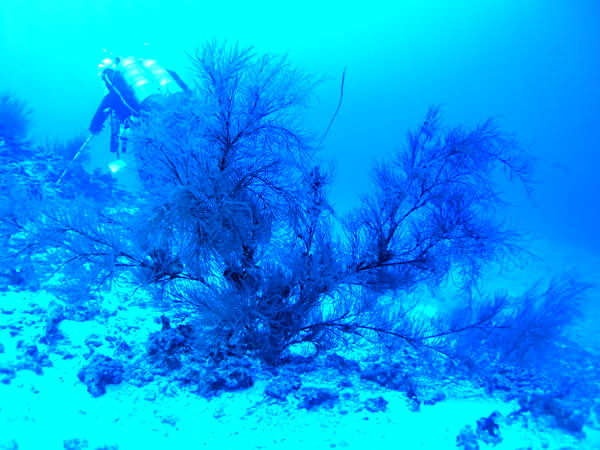
Внешний вид колонии чёрного коралла

Вопреки сложившемуся названию, ткани антипатарий нередко обладают яркой окраской. Собственно тёмный цвет (чёрный или бурый) характерен лишь для внутреннего скелета, составленного уникальным эластичным белком неколлагеновой природы — антипатином. Скелет образует многочисленные шипы, которые исследователи рассматривают как сильно редуцированные ветви колонии.

### Строение полипов
Полипы обладают очень небольшими размерами (обычно 0,5—2 мм) и одинаковым строением в пределах колонии. Каждый из них несёт венчик из шести щупалец, окружающих ротовое отверстие. Пищеварительная полость подразделена шестью первичными септами и — у некоторых представителей — четырьмя или шестью вторичными. Мускулатура развита сравнительно слабо и, в отличие от мышц других коралловых полипов, не образует валиков, выступающих над поверхностью септ.

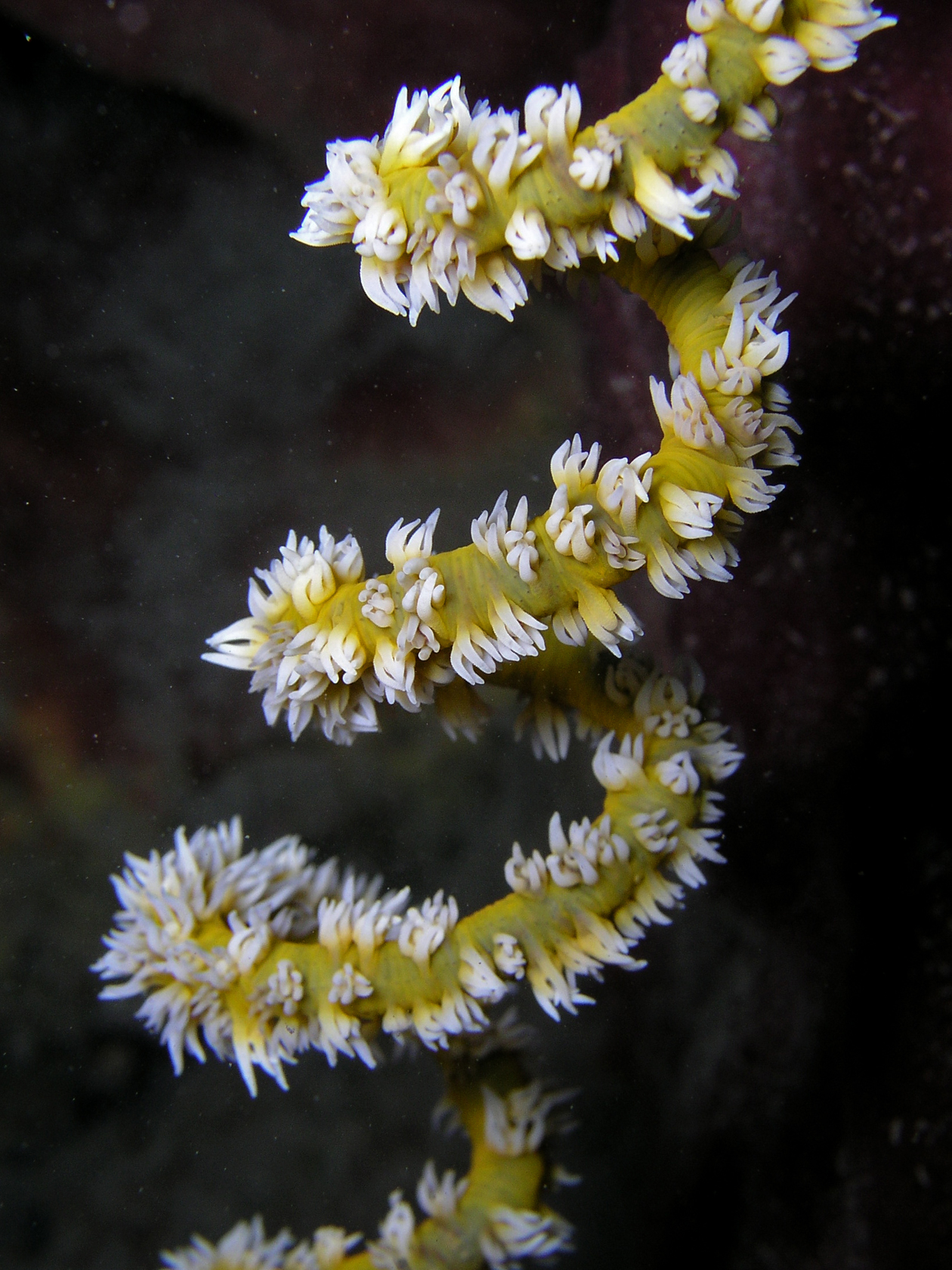
Закрученная в спираль колония чёрного коралла из рода Cirrhipathes

Особое строение описано для полипов в колониях представителей рода Schizopathes. Каждый из них подразделён на три части: центральную и две латеральных (боковых). Латеральные части таких полипов, названных их первооткрывателем Джорджем Бруком диморфными зооидами, несут по одному боковому щупальцу и содержат половые железы.

## Скорость роста и продолжительность жизни
Непосредственное исследование онтогенетического развития чёрных кораллов осложнено слабой доступностью мест, где они обитают. По данным радиоуглеродного анализа, характерная продолжительность жизни представителей многих видов составляет сотни лет. Рекордный возраст среди исследованных экземпляров составил 4 265 лет (род Leiopathes). При этом рост колонии в толщину протекает со скоростью 4—35 микрометров в год.